# 杉並警察署
杉並警察署（すぎなみけいさつしょ）は、警視庁が管轄する警察署の一つである。第四方面本部所属。
杉並区の東部を管轄している。
署員数およそ320名、識別章所属表示はPN。

## 所在地
東京都杉並区成田東四丁目38番16号
最寄駅：東京メトロ丸ノ内線南阿佐ヶ谷駅

## 施設
- 代用監獄（留置場）

## 管轄区域
杉並区
- 和田一・二・三丁目（全域）
- 堀ノ内二・三丁目（堀ノ内一丁目は高井戸警察署の管轄）
- 梅里一・二丁目（全域）
- 松ノ木一・二・三丁目（全域）
- 成田東一・二・三・四・五丁目（全域）
- 成田西一・二・三・四丁目（全域）
- 荻窪一・二・三丁目（各一部を除く。荻窪一・二・三丁目の各一部と、荻窪四・五丁目は荻窪警察署の管轄）
- 阿佐谷北一・二・三・四・五・六丁目（全域）
- 阿佐谷南一・二・三丁目（全域）
- 高円寺北一・二・三・四丁目（一丁目の一部を除く。一丁目の一部は野方警察署の管轄）
- 高円寺南一・二・三・四・五丁目（全域）

## 沿革
- 1881年（明治14年）1月 新宿警察署開設。
- 1922年（大正11年）9月 中野警察署開設。新宿署より分離開設。
- 1926年（大正15年）
  - 4月1日 中野警察署杉並分署開設。
  - 6月26日 杉並警察署に昇格。中野署より分離開設。
- 1992年（平成4年）現庁舎が完成。

## 組織
- 警務課
- 会計課
- 交通課
- 警備課
- 地域課
- 刑事組織犯罪対策課
- 生活安全課

## 交番
- 阿佐谷駅前交番（杉並区阿佐谷南三丁目36番1号）
- 阿佐谷北交番（杉並区阿佐谷北四丁目29番10号）旧：松山巡査派出所
- 高円寺交番（杉並区高円寺南一丁目11番1号）
- 高円寺駅前交番（杉並区高円寺北二丁目5番1号）旧：馬橋巡査派出所
- 高円寺南四丁目交番（杉並区高円寺南四丁目12番9号）旧：高円寺五丁目派出所
- 新高円寺駅前交番（杉並区高円寺南二丁目16番3号）
- 成田交番（杉並区成田東三丁目7番5号）
- 成宗交番（杉並区阿佐谷南三丁目12番2号）
- 東田町交番（杉並区成田東四丁目34番16号）
- 堀ノ内交番（杉並区堀ノ内三丁目49番26号）
- 和田本町交番（杉並区和田一丁目2番8号）

## 駐在所
- 成田西駐在所（杉並区成田西一丁目27番4号）
- 西田端橋駐在所（杉並区荻窪三丁目8番3号）旧：天神橋交番

## 地域安全センター
- 松ノ木地域安全センター（杉並区松ノ木二丁目35番9号）2007年（平成19年）4月1日に松ノ木交番から転換。

## 主な事件・出来事
- 1971年
  - 9月18日 - 高円寺駅前派出所に鉄パイプ爆弾が仕掛けられる。後に黒ヘルグループの犯行と特定される[1]。
  - 11月 - 警察署の駐車場で時限爆弾が爆発。後に杉並革新連盟に所属する男が逮捕された[2]。